# Lake Glenmaggie
Der Lake Glenmaggie ist ein Stausee im Verlauf des Macalister River im östlichen Gippsland im australischen Bundesstaat Victoria.

## Lage
Der Lake Glenmaggie liegt am Macalister River zwischen den Kleinstädten Glenmaggie am Westufer und Coongulla am Ostufer. Von Westen fließen der Glenmaggie Creek und der Stony Creek zu.

## Zweck
Der Stausee dient der Bereitstellung von Trinkwasser für die nahegelegenen Städte Heyfield und Maffra.